# Ли, Гордон
Гордон Фрэнсис Ли (англ. Gordon Francis Lee; 13 июля 1934, Каннок, Стаффордшир — 8 марта 2022, Литэм Сент-Эннс, Северо-Западная Англия) — английский футболист, правый защитник. После завершения карьеры футболиста тренировал ряд английских клубов.

## Клубная карьера
Во взрослом футболе Ли начал карьеру в клубе «Хенсфорд Таун». В 1955 году перешёл в клуб первого дивизиона «Астон Вилла», в котором провёл большую часть своей карьеры и вместе с которым победил в Кубке Футбольной лиги в 1961 году. В 1966 году был приобретён клубом «Шрусбери Таун», в котором, сыграв всего в двух матчах, завершил карьеру в 1967 году.

## Тренерская карьера
После завершения карьеры футболиста Ли стал тренером в клубе «Порт Вейл», которым руководил на протяжении шести лет. В дальнейшем работал главным тренером в таких именитых клубах, как «Блэкберн Роверс», «Ньюкасл Юнайтед» и «Эвертон». В 1985 году на два года уехал в Исландию, где возглавлял клуб «Рейкьявик». Завершил тренерскую карьеру в клубе «Лестер Сити», где работал ассистентом главного тренера, а в 1991 году на короткое время был исполняющим обязанности главного тренера.

## Достижения
- Обладатель Кубка Футбольной лиги: 1960/61